# Rayagiri
Rayagiri es una ciudad y nagar Panchayat situada en el distrito de Tenkasi en el estado de Tamil Nadu (India). Su población es de 11223 habitantes (2011). Se encuentra a 77 km de Tirunelveli.

## Demografía
Según el censo de 2011 la población de Rayagiri era de 11223 habitantes, de los cuales 5494 eran hombres y 5729 eran mujeres. Rayagiri tiene una tasa media de alfabetización del 76,88%, inferior a la media estatal del 80,09%: la alfabetización masculina es del 85,72%, y la alfabetización femenina del 68,46%.